# Ivo Chvátil
Ivo Chvátil (* 22. ledna 1964 Kladno) je český výtvarník . Spoluautor a ilustrátor knih Žádná kytka nepomůže, Ve znamení motýla, Hra na anděla, Křehká rovnováha. Má za sebou desítky výstav, ilustrací knižních titulů i reklamních projektů. Od roku 1988 pořádá samostatné autorské výstavy obrazů v ČR i zahraničí.V posledních letech se věnuje také PR propagaci nebo gesignu a to jak interierů tak i předmětů nebo obalového designu.

## Život a dílo
Většina autorových obrazů je v soukromých sbírkách, některé obrazy našly místo ve veřejných institucích. Například na universitě v Bruselu, na slovenské ambasádě ve Vídni nebo na University of Fine Arts v Drážďanech. V posledních letech se Ivo Chvátil věnuje převážně vlastní tvorbě v oblasti kombinované techniky a knižním ilustracím.
Zpočátku kariéry maloval a kreslil, později doplnil způsob svého vyjádření o používání fotoaparátu a dospěl k vlastní metodě kombinované techniky. Její pomocí předkládá kouzelné mlhavé krajiny, občas prosvětlené paprsky zapadajícího slunce, tajemná zákoutí, prostor plný temných mraků, komnaty starých hradů, nebo síně kamenných domů.
Tímto fantazijním světem diváka provází tajemné bytosti. V obrazech vystupují různé postavy, ptáci i jiná zvířata, ale především ženy, z pohledu autora bytosti éterické.

## Galerie

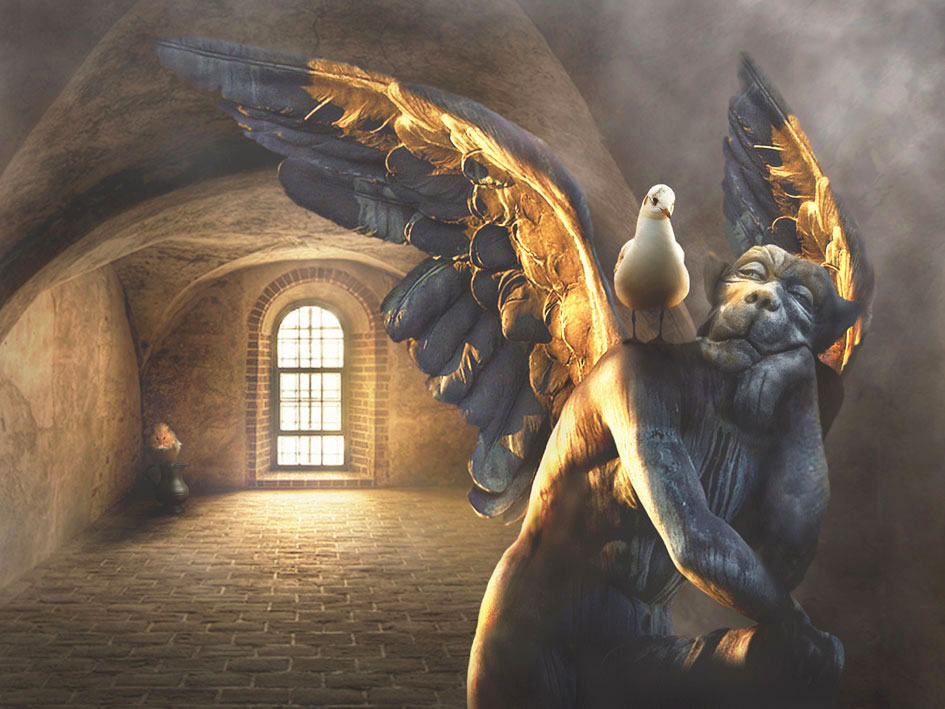
obraz I. Chvátila
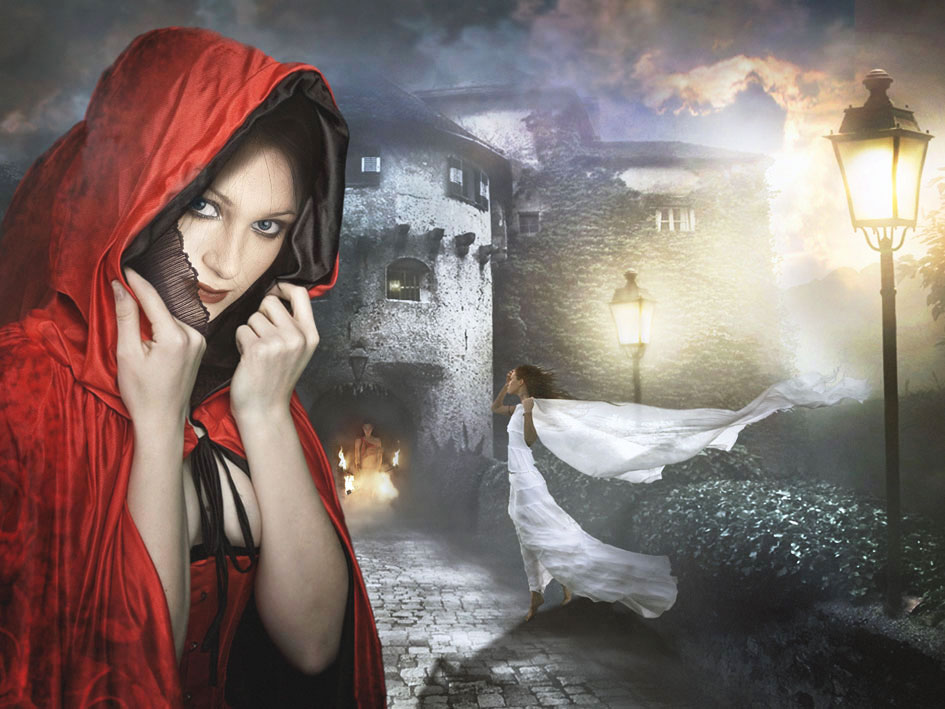
obraz I. Chvátila
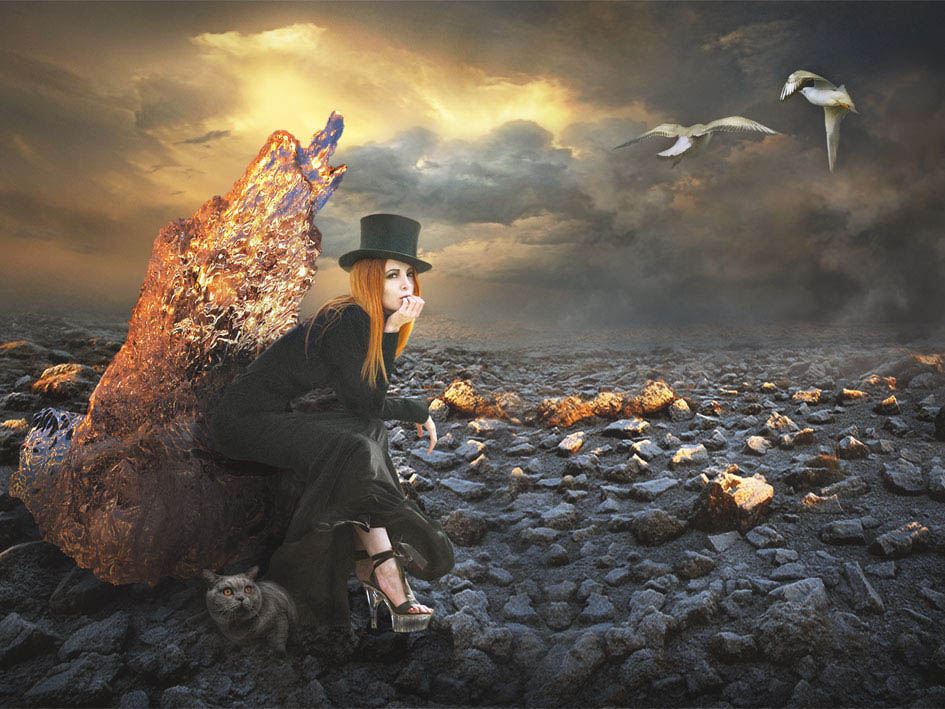
obraz I. Chvátila
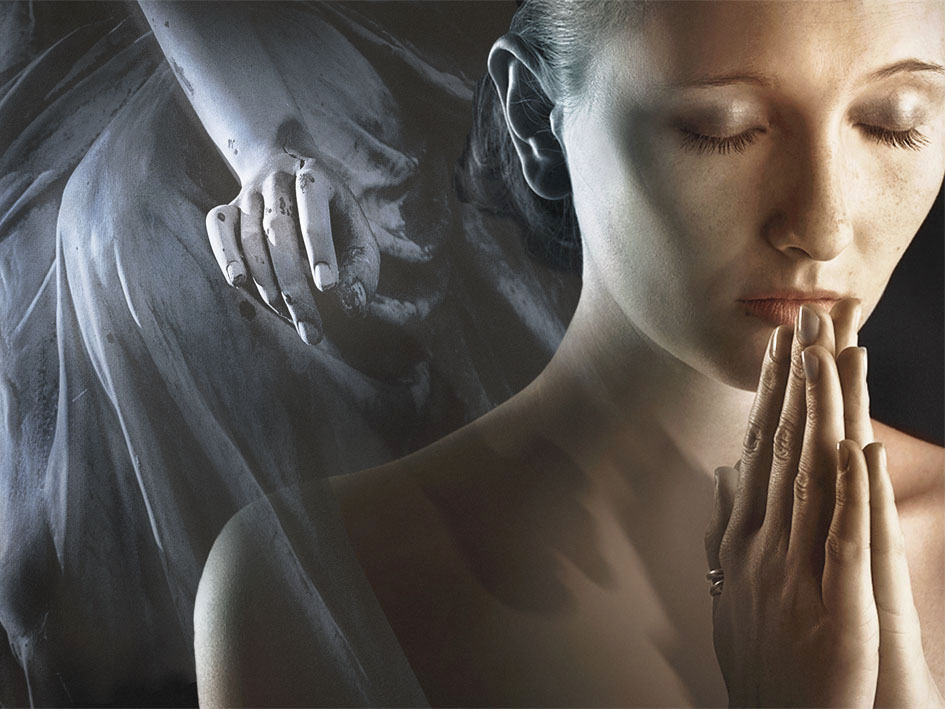
obraz I. Chvátila
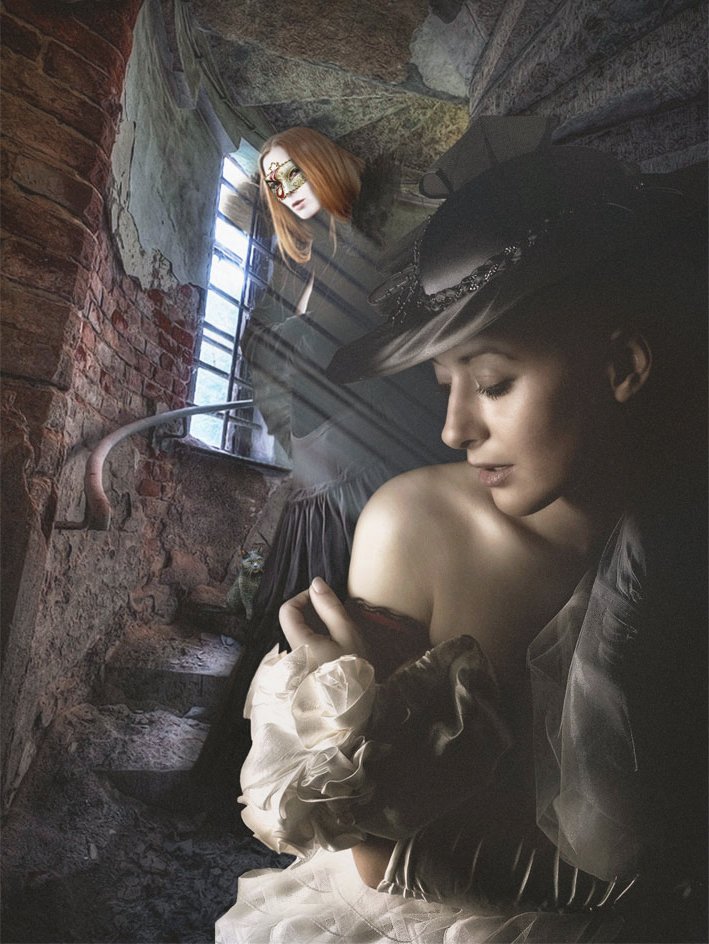
obraz I. Chvátila